# هیوندای مایپو داکیارد
هیوندای مایپو داکیارد (به انگلیسی: Hyundai Mipo Dockyard) شرکت کشتی‌سازی کره‌ای است، که هم‌اکنون با ظرفیت تولید بیش از ۷۰ شناور در سال، به‌عنوان چهارمین کشتی‌ساز بزرگ جهان شناخته می‌شود.
شرکت هیوندای مایپو داکیارد در سال ۱۹۷۵ از سرمایه‌گذاری مشترک شرکت‌های صنایع سنگین هیوندای و صنایع سنگین کاوازاکی تأسیس شد. 
این شرکت در حال حاضر زیرمجموعه‌ای از گروه صنایع سنگین هیوندای به‌شمار می‌آید و در زمینه تعمیرات و ساخت کشتی‌های کانتینری، کشتی‌های نفت‌کش، کشتی‌های ال‌ان‌جی بر و شناورهای چندمنظوره، انواع فرابرها، کشتی‌های کابل‌گذار، شناورهای مخصوص حفاری فراساحلی و کشتی‌های تخصصی فعالیت می‌کند.
دفتر مرکزی شرکت هیوندای مایپو داکیارد در شهر اولسان، کره جنوبی قرار دارد و بخشی از سهام آن در بازار بورس کره معامله می‌شود.